# معركة تقيوس (1061)
معركة تقيوس (1061), اشتباك حصل بين أهل تقيوس المدينة التي كانت تابعة لبنو الرند و قبائل بنو هلال. عندما دخل العرب مدينة تقيوس، مضوا لشئونهم من بيع و شراء، الا أن أحد الأعراب، سمع مُقدِّماً من أهل المدينة يثني على المعز بن باديس و يصفه بالشجاعة، و قد كان بين بنو هلال والمعز عداء، لأن المعز خرج عن طاعة الفاطميين الذين بدورهم أرسلوا هذه القبائل لمحاربته، فذهب العربي و قتل الرجل الذي يمدح المعز، كان هذا الرجل مُقدما في المدينة و صاحب منصب و احترام، و اضافة إلى كراهية الإفريقيين و عجرفة الأعراب و غلظتهم، بدا أن تجربة القيروان ستتكرر، و حصل ذلك و اشتبك الجمعان و انتصر أهل تقيوس و طردوا الهلاليين بعد أن قتلوا 250 منهم.